# Saoula
Saoula (em árabe: سحاولة) é uma comuna localizada na província de Argel, no norte da Argélia. Sua população era de 41 690 habitantes, em 2008.